# СШОР по водным видам спорта «Экран»
СШОР по водным видам спорта «Экран» — спортивная школа олимпийского резерва — занимается подготовкой спортсменов по плаванию, водному поло, синхронному плаванию, триатлону и адаптивному спорту. Основана в 1961 году в Ленинграде.

## История
Санкт-Петербургское государственное бюджетное учреждение "Спортивная школа
олимпийского резерва по водным видам спорта «Экран» имеет более чем 50-летнюю историю.
Школа была образована в виде спортивного клуба в 1961 году.
В 1967 году в институте Телевидения, расположенном на улице Шателена, был построен участок водных испытаний. Директор института Росселевич И. А., большой любитель спорта, нашел возможность изменить проект и приспособить его для занятий плаванием. Отсюда — и название школы «Экран», отражающее принадлежность к телевизионной промышленности.
Основателем детской спортивной школы по плаванию «Экран» и старшим тренером был
Игорь Михайлович Кошкин, заслуженный тренер СССР и его коллеги — Глеб Георгиевич Петров, заслуженный тренер СССР, Евгений Иванович Губенко, заслуженный тренер СССР.
Директором спортивной школы в период с 1990 г. по 1995 г. являлся Виталий Ильич Матрохин, с 1995 г. по 2002 г. Евгений Иванович Губенко. С 2002 года возглавлял учреждение Виктор Александрович Кузнецов, заслуженный мастер спорта. С 16 ноября 2021 года директором СПБ ГБУ ДО СШОР ПО ВВС «Экран» (Санкт-Петербург) является Маслеников Алексей Кириллович.

## Достижения
За время своей деятельности в школе подготовлено 320 мастеров спорта по плаванию, 33
мастера спорта международного класса, 15 заслуженных мастеров спорта. На Чемпионатах
мира и Европы по плаванию воспитанниками школы завоевано 75 медалей. На Олимпийских играх пловцы школы завоевали 14 медалей.

## Лучшие воспитанники
Чемпионы и призёры Олимпийских игр
- Владимир Сальников — 4 золотые (1980 г., 1988 г.)
- Сергей Русин — 1 золотая (1980 г.)
- Виктор Кузнецов — 2 серебряные (1980 г.)
- Александр Чаев — 1 серебряная (1980 г.)
- Евгений Середин — 1 серебряная (1980г)
- Елена Дендеберова — 1 серебряная (1988 г.)
- Роман Егоров — 1 серебряная (1992 г.)
- Александр Сухоруков — 1 серебряная (2008 г.)
- Евгений Лагунов — 1 серебряная (2008 г.) 1 бронзовая (2012 г.)

Чемпионы и рекордсмены мира, Европы, России
- Кирилл Пригода — многократный чемпион мира, Европы, России, рекордсмен мира по плаванию.
- Даниил Пахомов — чемпион мира и Европы по плаванию, экс-рекордсмен мира, также воспитанник школы.
- Мария Каменева — многократная чемпионка мира, Европы, России, экс-рекордсменка мира по плаванию.
- Мария Темникова — чемпионка м многократный призер Европы, России по плаванию.
- Евгения Чикунова — многократная призер чемпионатов мира, чемпионка и многократная призер чемпионатов Европы, России, рекордсменка мира по плаванию.
- Александр Мальцев — трёхкратный чемпион мира по синхронному плаванию.
- Мирон Лифинцев - многократный чемпион мира, Европы, России, рекордсмен мира.
- Егор Корнев - чемпион мира, многократный чемпион России, рекордсмен мира.

## Тренерский состав
В разные годы ведущими специалистами школы были или работают в настоящее время заслуженные тренеры СССР и России:
- Игорь Михайлович Кошкин — основатель школы, старший тренер, плавание.
- Глеб Георгиевич Петров — один из первых тренеров школы, плавание.
- Евгений Иванович Губенко — один из основателей, руководителей и тренеров школы.
- Михаил Владимирович Горелик — работает в школе и руководит подготовкой пловцов.
- Светлана Константиновна Егоренко—  плавание.[6]
- Владимир Николаевич Сидоров — плавание, заслуженный тренер (статус подтверждается в составе тренерского коллектива).[6]
- Ольга Николаевна Байдалова —  адаптивные виды спорта.[6]
- Юлия Юрьевна Кабанова — адаптивные виды спорта.[6]
- Сергей Михайлович Костыгов — плавание.[6]
- Витта Владимировна Новожилова —  плавание.

## Текущая деятельность
СШОР по водным видам спорта «Экран» активно работает и развивается, реализуя подготовку спортсменов в нескольких направлениях:
- Проводится индивидуальный конкурсный отбор детей и подростков в группы начальной подготовки по водному поло, синхронному плаванию и триатлону на 2025—2026 учебный год.[7]
- В школе продолжается систематическая подготовка спортсменов, включая массовое и соревновательное плавание, синхронное плавание и водное поло, с участием в региональных, всероссийских и международных соревнованиях.[8]
- Также «Экран» развивает адаптивные направления, такие как спорт глухих и волейбол, что расширяет спектр спортивных программ.[9]
- Школа располагает несколькими адресами в Санкт-Петербурге, что обеспечивает доступность для жителей, желающих приобщиться к спорту в разных районах города.[10]